# Camagüey
Camagüey er en by i det centrale Cuba, der med et indbyggertal på cirka 321.992 (2011) indbyggere er landets tredjestørste by. Byen er hovedstad i Camagüey Provinsen og blev grundlagt i 1528.